# Фудзії Мідзукі
Фудзії Мідзукі  (яп. 藤井瑞希, 5 серпня 1988) — японська бадмінтоністка, олімпійська медалістка.

## Виступи на Олімпіадах
| Олімпіада   | Дисципліна    | Місце |
| ----------- | ------------- | ----- |
| Лондон 2012 | парний розряд | 2     |